# Viktor Novak
Viktor Novak (Donja Stubica, 4. veljače 1889. – Beograd, 1. siječnja 1977.), bio je hrvatski i jugoslavenski povjesničar.
Do danas je ostao najpoznatiji po svojoj knjizi Magnum Crimen iz 1948. godine, u kojoj je teško optuživao Katoličku crkvu.

## Životopis
Viktor Novak rodio se u Donjoj Stubici 1889. godine. 1913. godine završio je Filozofski fakultet u Zagrebu i zatim proveo godinu dana u Rimu na specijalizaciji u pomoćnim povijesnim znanostima, osobito latinskoj paleografiji. 1915. godine obranio je doktorsku dizertaciju "Ban Mihac Mihaljević i njegovo doba".
Radio je kao gimnazijski profesor i rukovoditelj Rukopisnog odjela Sveučilišne knjižnice u Zagrebu. Od 1920. – 1922. docent, 1922. – 1924. profesor pomoćnih povijesnih znanosti i povijesne metodike na Filozofskom fakultetu u Zagrebu. Od 1929. do umirovljenja 1959. profesor hrvatske povijesti i pomoćnih povijesnih znanosti na Sveučilištu u Beogradu. 1941. godine potpisao je Apel srpskom narodu, dokument koji je objavljen u beogradskome listu Novo vreme, 13. kolovoza 1941. godine. U studenome 1941. godine bio je optužen i zatvoren kao mason u Banjički logor, zajedno sa 152 intelektualca koji su potom, tijekom sljedećih dva mjeseca, pušteni iz logora.
U svom znanstvenom radu bavio se latinskom paleografijom i diplomatikom. Godine 1952. objavio je knjigu Latinska paleografija, koja se ubraja u značajna djela te znanstvene discipline.
Baveći se poviješću političke misli u Južnih Slavena u 19. i 20. stoljeću, prikupljao je arhivsku i tiskanu građu i objavio mnoštvo studija i monografija poput radova o Franji Račkom (1925., 1929., 1958.), Maksimilijanu Vrhovcu (1928.), Natku Nodilu (1934., 1955.), Josipu Jurju Strossmayeru (1940.) i Ivanu Kukuljeviću-Sakcinskom (1955., 1959.), kao i dopisivanje Baltazara Bogišića i Franje Račkog (1960.).
U djelima Magnum Crimen (1948.) i Vatikan i Jugoslavija (I, 1953.) tematizirao je rimokatolički klerikalizam i utjecaj Vatikana među Južnim Slavenima. Magnum Crimen je Viktor Novak koristio obilno prepisujući iz neobjavljenog rukopisa Đure Vilovića, tadašnjeg robijaša i ranijeg propagandiste u glavnom štabu četničkog vođe Draže Mihailovića  (Viktor Novak nije navodio odakle prepisuje; knjiga je Đure Vilovića je objavljena tek 2009. godine).
Zbog njenog izrazito antiklerikalnog sadržaja Vatikanska kurija stavila je Magnum Crimen na popis zabranjenih knjiga. Valja ipak napomenuti da je ovo kontroverzno djelo i danas diskutabilno s historiografskog stajališta. Hrvatsko katoličko svećenstvo tvrdi kako je Magnum Crimen trebao poslužiti kao "dokazni materijal" na suđenju Alojziju Stepincu 1946., no niti to nije provjereno jer je Magnum Crimen izašao tek dvije godine kasnije. Magnum Crimen ponovno je tiskan 1986. godine u Beogradu i poslužio je stvaranju antihrvatske promidžbe u godinama koje su prethodile raspadu Jugoslavije.
Viktor Novak bio je zbog svojeg jugoslavenskog i antiklerikalnog opredjeljenja često napadan od hrvatskih nacionalista i katoličkog svećenstva, zbog čega se i preselio u Beograd gdje je radio kao predavač na sveučilištu. Novak je bio jedan od osnivača Istorijskog instituta SANU i njegov prvi upravitelj od 1947. do 1954. godine
Osim povjesničarskog znanstvenog rada, posvetio se i glazbenoj kulturi. Osnivač je bivšeg zagrebačkog zbora Lisinski (1910.). Bio je predsjednik Prvog beogradskog pjevačkog društva i beogradskog Kornelija Stankovića, kao i inicijator osnivanja Južnoslavenskog pjevačkog saveza u Beogradu i Sveslavenskog pjevačkog saveza u Pragu. Objavio je niz muzikoloških eseja i nekoliko stotina glazbenih kritika.

## Djela
Nepotpun popis:
- Scriptura Beneventana s osobitim obzirom na tip dalmatinske beneventane, Zagreb 1920.
- Evangeliarium Spalatense, Split 1923.
- Franjo Rački u govorima i raspravama, Zagreb 1925.
- Maksimilijan Vrhovac, Bratstvo, 1928.
- Notae palaeographicae, chronologicae et historicae, Vjesnik Hrvatskog arheološkog društva, 1928.
- Aliquid de nominibus ducum Croatorum in antiquissimo evangeliario Cividalensi. Nota palaeographico-historica, Zbornik u čast Bogdana Popovića, 1929
- Franjo Rački, Bratstvo, 1929.
- Masarik i Jugosloveni, SKG, 1930.
- Antologija jugoslovenske misli i narodnog jedinstva, Beograd 1930.
- Sveslavenska misao, Ljubljana 1930.
- Mihailo Polit-Desančić i Hrvati, LMS, 1932.
- Natko Nodilo, Novi Sad 1935.
- Rad Stanoja Stanojevića na srpskoj diplomatici, Glasnik Istorijskog društva u Novom Sadu, 1938.
- Dva antipoda. Štrosmajer i Mihanović, Beograd 1940.
- Magnum Crimen. Pola vijeka klerikalizma u Hrvatskoj, Zagreb 1948.; Beograd, 1986.
- Ferdo Šišić, Ljetopis JA, 1949, 54.
- Supetarski kartular, Djela JA, 1952, 43.
- Latinska paleografija, Beograd 1952.
- Vatikan i Jugoslavija, I, 1953 (na srpskohrvatskom, francuskom i engleskom jeziku).
- Outline of Jugoslav Historiography, Ten Years of Jugoslav Historiography, 1945–1955, Beograd 1955.
- Natko Nodilo, Zadarska revija, 1955.
- Paleografija i slavensko-latinska simbioza od VII–XV stoljeća, Istorijski časopis, 1957.
- Franjo Rački, Beograd 1958.
- Nikola Vulić, naučnik i čovek. Uvod u knjigu N. Vulića: Iz rimske književnosti, SKZ, 1959.
- Valtazar Bogišić i Franjo Rački. Prepiska (1866–1893), Zbornik za istoriju, jezik i književnost srpskog naroda, SAN, I od., 1960, XXV.
- Pojava i proširenje karolinške minuskule u Dalmaciji, Glas SAN, 1963, CCLV.